# 지워진 여자
《지워진 여자》는 KBS 2TV에서 1990년 2월 28일부터 1990년 3월 22일까지 방영된 KBS 수목 미니시리즈이다. 남한 출신 여자와 북한 출신 남자와 사랑을 하지만 결국 체제의 벽에 가로막혀 비극적 종말을 맞는다는 이야기다.

## 줄거리
국비 유학생으로 미국에 간 채명주는 중국인 2세로 가장한 북한 외교관 한시욱을 만나 사랑에 빠지고, 한국 대사관 직원 정대명과도 엮이게 된다. 결국 한시욱을 택한 채명주는 딸을 낳지만 기밀누설을 두려워한 북측에 의해 사고를 가장한 암살 기도로 식물인간이 된다. 정대명의 손에 키워진 한시욱의 딸 정수민은 제3국에서 납북돼 생부를 만나 모든 비밀을 알게 되고, 수민이 정치적 희생물이 되어야 하는 절박한 순간에 한시욱은 딸을 탈출시키고 최후를 맞는다.

## 등장 인물
- 이경진(채명주)
- 이영하(한시욱)[2][3]
- 정한용(정대명)
- 김혜수(정수민)
- 김성일(이상윤)
- 박현숙
- 권혁호, 김경애, 김경하, 김종구, 김해권, 도지원, 문창길, 박경득, 박상대, 박승규, 박해상, 박현정, 서상익, 신원균, 신종섭, 안대용, 양영준, 양형호, 유병한, 윤덕용, 이기홍, 이병철, 이신재, 이정웅, 이필수, 이효춘, 장항선, 장행섭, 조재훈, 최길호, 최상일, 최창호

| 한국방송공사 수목 미니시리즈            | 한국방송공사 수목 미니시리즈                    | 한국방송공사 수목 미니시리즈                    |
| 이전 작품                               | 작품명                                          | 다음 작품                                       |
| --------------------------------------- | ----------------------------------------------- | ----------------------------------------------- |
| 빙점 (1990년 1월 3일 ~ 1990년 2월 22일) | 지워진 여자 (1990년 2월 28일 ~ 1990년 3월 22일) | 겨울 나그네 (1990년 3월 28일 ~ 1990년 6월 21일) |